# San Liborio (Rom)

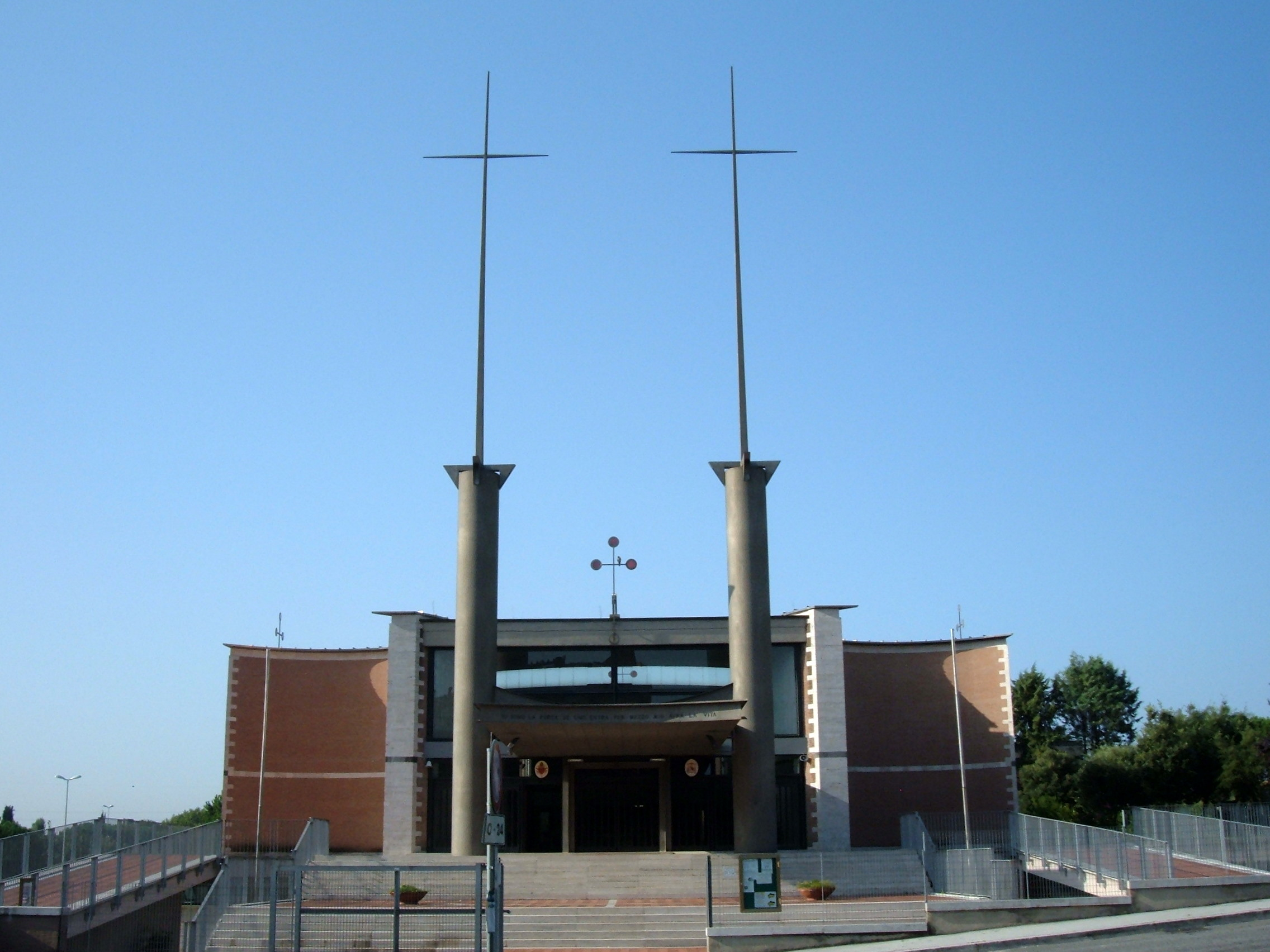

San Liborio (lateinisch: Sancti Liborii) ist eine Titelkirche in Rom.

## Überblick
Die Pfarrgemeinde wurde durch das Dekret Neminem fugit von Kardinalvikar Luigi Traglia bereits am 28. Mai 1965 gegründet. Ursprünglich auf Sankt Mariä Reinigung (Darstellung des Herrn) geweiht ist Namenspatron mit der Weihe vom 2. Dezember 1996 durch Kardinalvikar Camillo Ruini der Heilige Liborius. Papst Johannes Paul II. erhob sie am 21. Februar 2001 zur Titelkirche der römisch-katholischen Kirche. 
Die Kirche fällt durch die Frontfassade mit zwei Türmen in Form von Stahlflaschen mit riesigen Kreuzen auf. Der  Altarraum wird begrenzt durch eine Wand aus blauen Glas. Das Deckenwerk bezieht sich mit seinen Darstellungen auf den Heiligen Geist. Die Verbindung des Paderborner Erzbischofs Johannes Joachim Degenhardt findet sich durch ein Gemälde im Eingang wieder; im Hintergrund sind die Türme des Paderborner Doms zu sehen. 
Die Kirche liegt an der Via Diego Fabbri im römischen Quartier Monte Sacro Alto.

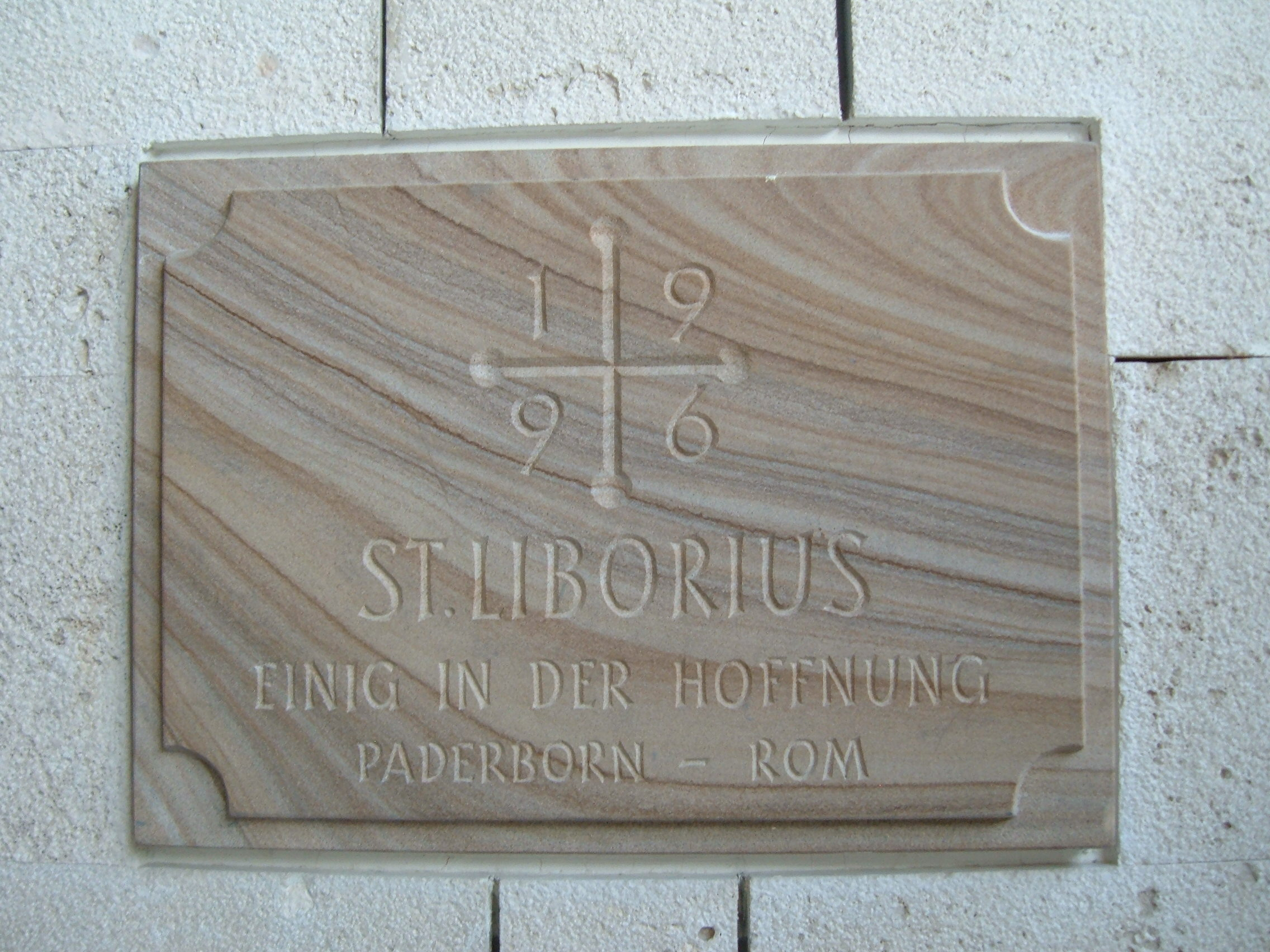
Hinweistafel auf Liborius (Paderborn)
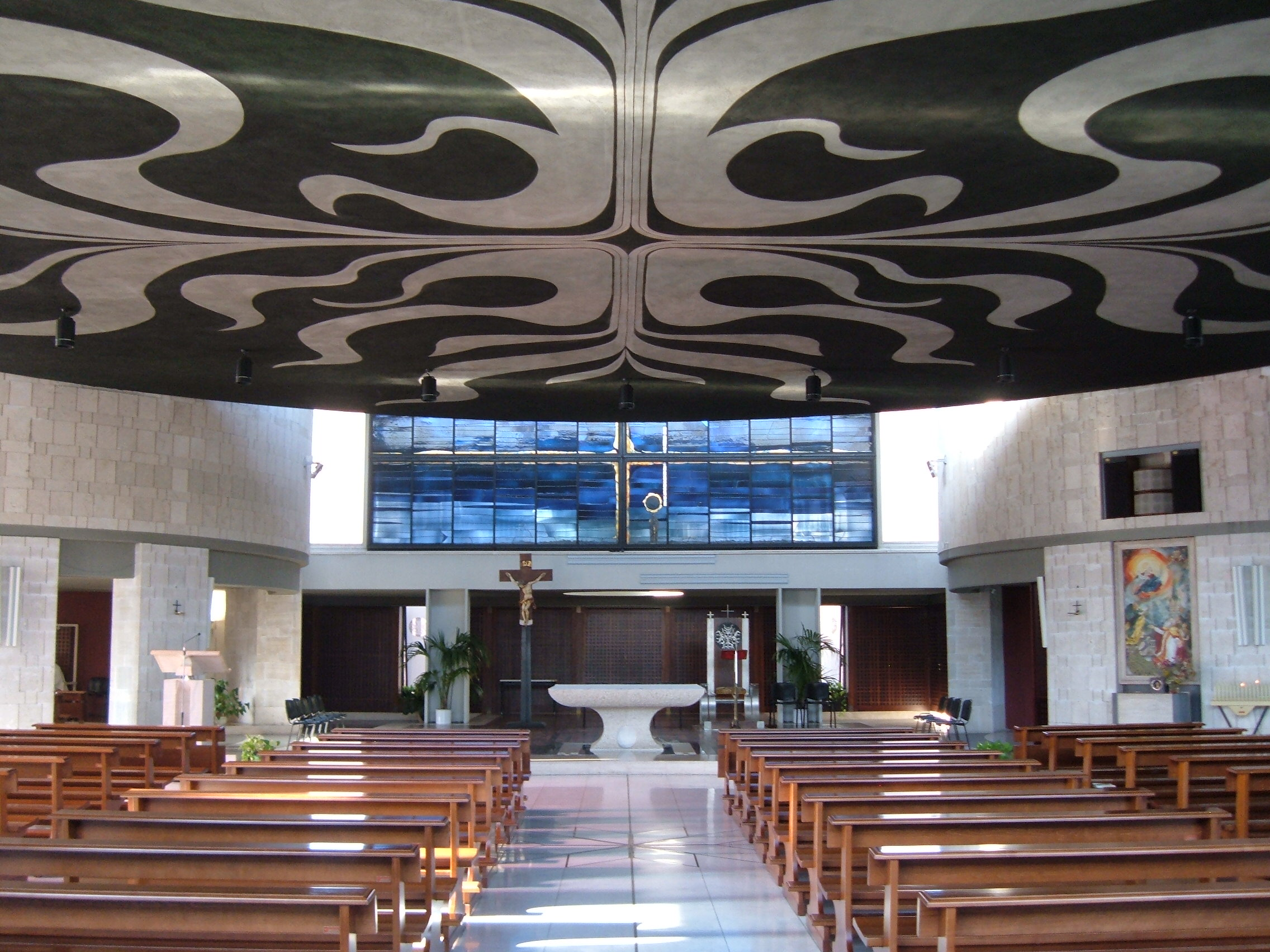
Innenaufnahme mit Altarraum

## Kardinalpriester
- Johannes Joachim Degenhardt (2001–2002)
- Peter Turkson, seit 21. Oktober 2003